# 趙宗道
趙宗道（：／；1537年—1597年），字伯由（백유），號大笑軒（대소헌），本貫咸安趙氏，朝鮮王朝中期文臣。

## 生涯
趙宗道的父親趙堰是参奉、母親是大司成姜老之女。幼年在鄭斗門下學習，是曹植的門弟。1558年生員試合格、獲薦舉為安奇道察訪，並與李滉的門弟柳成龍和金誠一來往，後歴任司䆃寺直長、尚瑞院直長、通禮院引儀和掌隷院司評等職務。1585年任陽智縣監，1587年任金溝縣令。
1589年因鄭汝立謀反事件被投獄後獲釋，1592年壬辰倭亂時返回嶺南地方與金誠一募兵抗戰。1596年任咸陽郡守，途中因病退職，與安陰縣監郭遵和義兵長金沔一起戰鬥。在1597年丁酉再亂時，在黄石山城與加藤清正戰，不勝戰死，被追贈吏曹判書，諡號忠毅，配享咸安徳巌書院、安義黄巌祠。曾著文集「大笑軒集」。